# Ashi (rivière)
Pour le titre de noblesse bhoutanais, voir Ashi.
La rivière Ashi (chinois : 阿什河) est un cours d'eau de la Chine, affluent droit du Songhua, principale rivière de la région nord-est de la Chine et lui-même affluent de l'Amour.    

## Géographie
Long de 257 km, son bassin versant, qui se situe entièrement dans la province d'Heilongjiang a une superficie de 3 545 km2.
L'Ashi coule dans le sud de la province d'Heilongjiang à l'est de sa capitale  Harbin. Le cours d'eau est compris entre les longitudes 126°40'et 127°42' Est et entre les latitudes 45°05' et 45°49' nord. La surface de son bassin versant représente 0,65% de celle du bassin de la Songhua. 

### Géographie physique
L'Ashi prend sa source près de la circonscription de Shangzhi dans les monts Maoer (Heilongjiang) à une centaine de kilomètres à l'est d'Harbin et se jette dans la Songhua au niveau des faubourgs d'Harbin

### Géographie humaine
Le cours d'eau  traverse les villes de Pingshan, Xiaoling, Yuquan, Jiaojie, Shuangfeng, le district d'Aching, le bourg de Lindian et le district de Xiangfang.

## Affluents
Le bassin versant de l'Ashi comprend 79 cours d'eau dont 12 se jettent directement dans la rivière :
- affluents de la rive droite : Achin, Dashi, Yuquan, Haigou, Petit Fleuve jaune, Dongeng
- affluents de la rive gauche : Huangni, Willow, Fanjia, Miaotai, et Xinyi.

## Hydrologie
Le cours supérieur de la rivière et ses affluents sont situés dans une région montagneuse recouverte de forêt tandis que le bassin versant inférieur est une région agricole qui est la principale source d'approvisionnement de la ville d'Harbin. Le débit moyen est directement lié au volumes des précipitations. Durant la période hivernale de novembre à mars, la rivière est gelée et le débit tombe à zéro. 

## Histoire
Huining Fu, la capitale de la dynastie Jin (1115-1234), était située sur les rives de la rivière Ashi dans l'emplacement occupé aujourd'hui par la ville d'Acheng.  